# 克絲堤·甘恩
克絲堤‧甘恩（1960年—）是一名出生在新西蘭的作家，畢業於威靈頓維多利亞大學和牛津大學，曾擔任過自由撰稿人，亦是鄧迪大學創意寫作系的教授。其1994年推出的處女小說《雨》廣受好評，為她贏得了1994年英國藝術委員會文學獎，並於2001年改編成電影。2007年，憑《男孩與海》獲得首屆蘇格蘭藝術委員會年度最佳小說。